# Resultados do Carnaval de Bragança Paulista em 2017
Resultados do Carnaval de Bragança Paulista em 2017. A vencedora do grupo principal foi a Dragão Imperial com o enredo "Contra tudo e contra todos, eu busco a paz!. 

## Grupo Especial
| Colocação | Escola                 | Pontos | Punições | Nota      | Ref.        |
| --------- | ---------------------- | ------ | -------- | --------- | ----------- |
| 1º        | Dragão Imperial        | 297,75 |          |           | [ 1 ] [ 2 ] |
| 2º        | Nove de Julho          | 297,25 |          |           | [ 1 ] [ 2 ] |
| 3º        | Unidos do Lavapés      | 296,50 |          |           | [ 1 ] [ 2 ] |
| 4º        | Acadêmicos da Vila     | 295    | - 3      |           | [ 1 ] [ 2 ] |
| 5º        | Unidos de Águas Claras | 292,50 |          | Rebaixada | [ 1 ] [ 2 ] |

## Grupo de acesso
| Colocação | Escola                 | Pontos | Nota      | Ref.        |
| --------- | ---------------------- | ------ | --------- | ----------- |
| 1º        | Sociedade Fraternidade | 198,25 | Promovida | [ 1 ] [ 2 ] |